# 深圳市耀华实验学校
深圳市耀华实验学校，创办于2004年5月，位于广东省深圳市中心地区的景田南路，占地3万余平方米，建筑面积2.5万平方米。同时兼具小学部、初中部和高中部。学校现有33个教学班，在校学生1200人。

## 校友
- 曹原 - 加州大学伯克利分校电子工程与计算机科学系助理教授